# Italiaans vestingstelsel

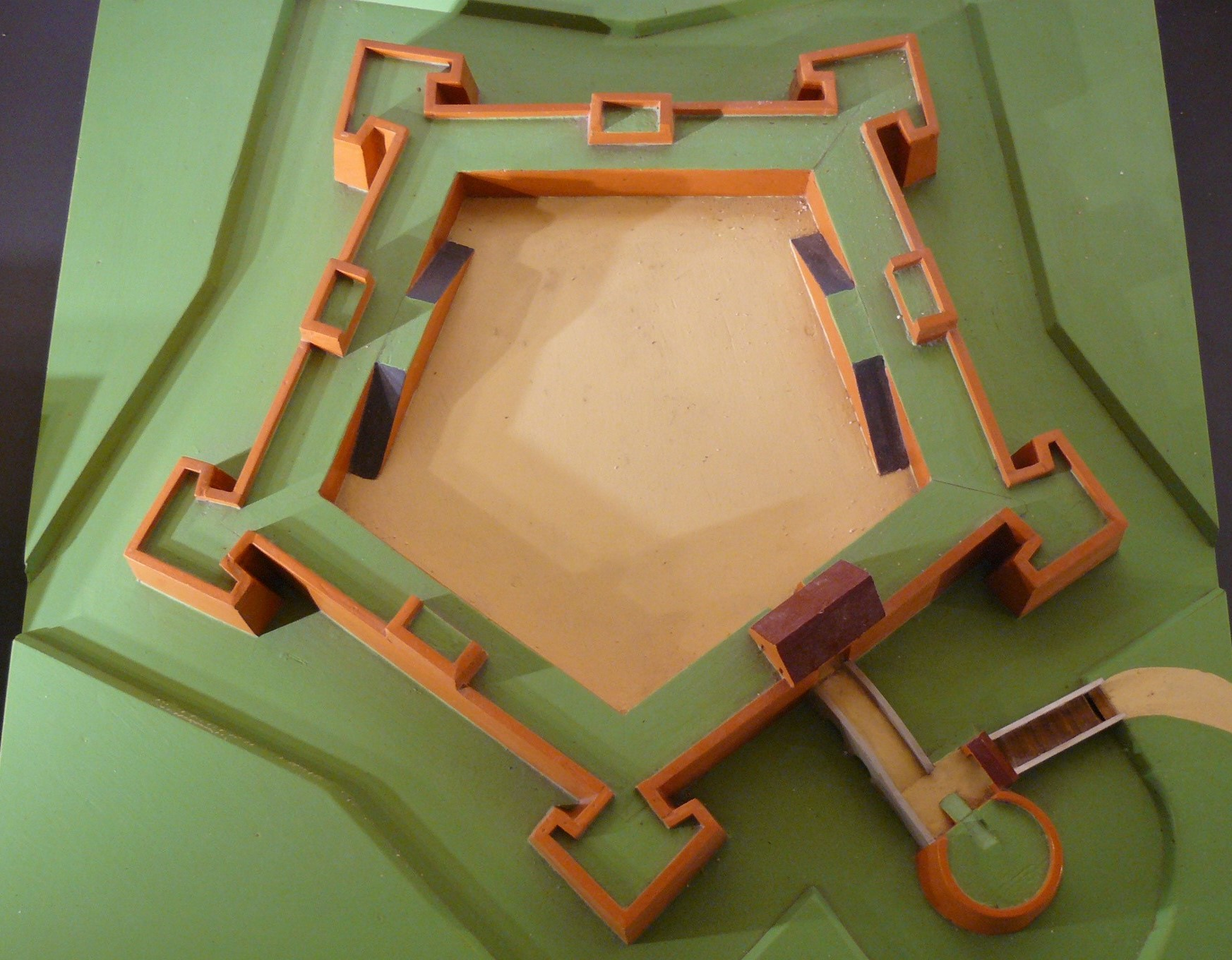
Maquette van een vesting volgens het Oud-Italiaans vestingstelsel. Kenmerken: lange courtines, kleine bastions. In het midden op de courtine een kat. Gezien in Nederlands Vestingmuseum.

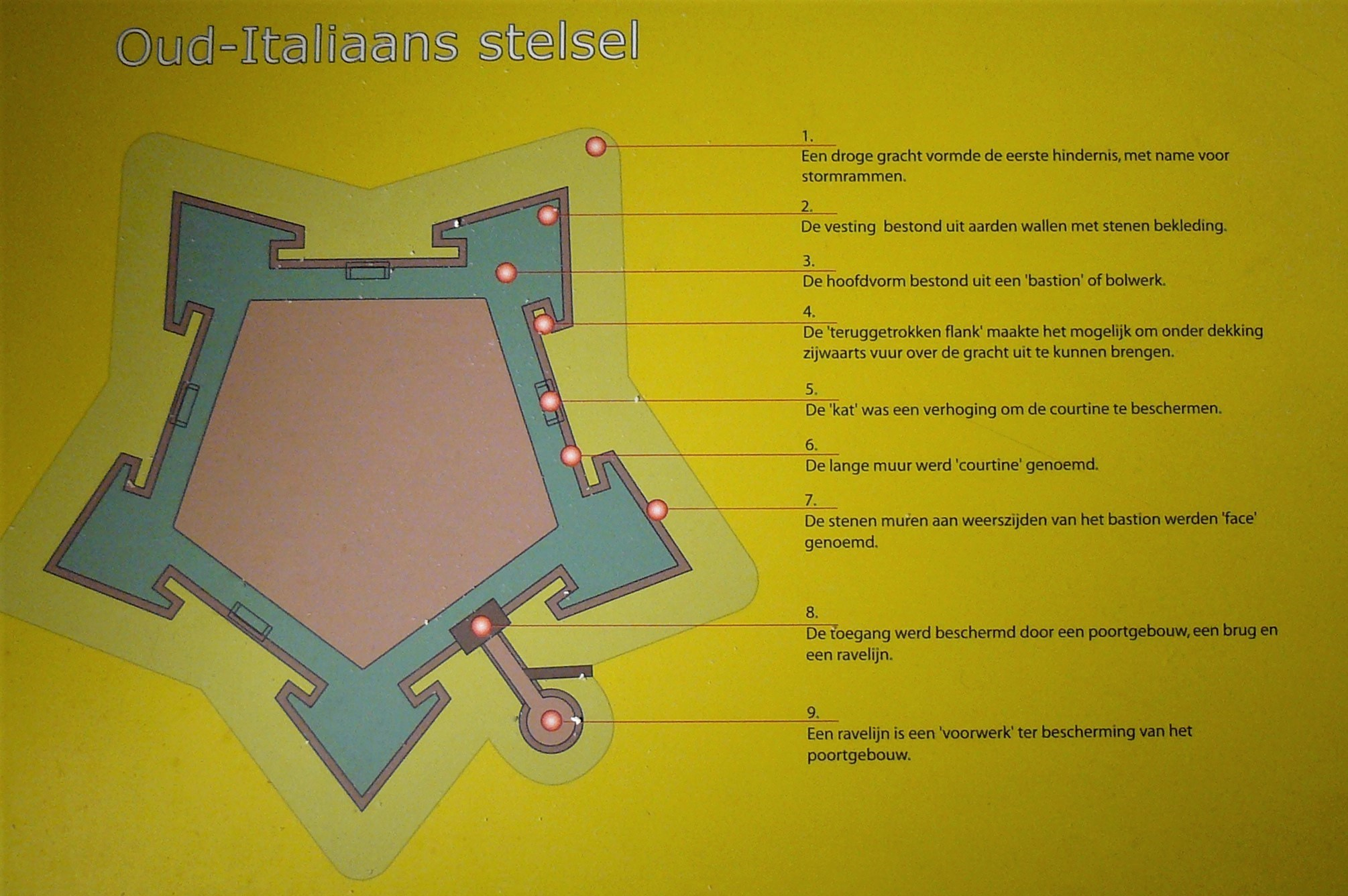
Uitleg onderdelen Oud-Italiaans vestingstelsel. Gezien in Nederlands Vestingmuseum te Naarden.

Het Italiaans vestingstelsel of Oud-Italiaans vestingstelsel is een vroege vorm van vestingbouw met bastions, naar oorspronkelijk Italiaans ontwerp. Het is een vorm van een gebastioneerd vestingstelsel. Kenmerkend zijn de lange courtines met kleine bastions, voorzien van teruggetrokken flanken met daarin kazematten.
Aan het einde van de 15e eeuw moest men in Italië de stadsverdediging aanpassen nadat daar voor het eerst het kanon werd ingezet. Zij verlaagden de stadsmuur en braken waltorens tot op muurhoogte af. Hierdoor kon het horizontaal schietende kanon zowel als verdedigings- als aanvalswapen worden ingezet. De wiskunde werd gebruikt om rekening te houden met het schootsveld waardoor de nieuwe karakteristieke stervorm van de vestingstad werd bepaald. 
In de jaren 1560 ontstond het Nieuw-Italiaans vestingstelsel uit het Oud-Italiaans vestingstelsel, waarbij de citadel van Antwerpen uit 1567 als belangrijk voorbeeld geldt. Bij dit stelsel werd voor het eerst gebruik gemaakt van wiskundige verhoudingen, waarbij grotere bastions werden afgewisseld met even lange tussenliggende courtines.
Uit de Italiaanse stijl kwam later het Oud-Nederlands vestingstelsel voort.
acces · affuit · approche · arsenaal · banket · barbacane · barbette · bastion · bastei · batterij · bedekte weg · beer · berm · blokhuis · bolwerk · borstwering · bres · buitenwerk · bunker · bonnet-traverse · caponnière · circumvallatielinie · citadel · contravallatielinie · contre-approche · contrefossé · contregarde · coupure· contrescarpe · courtine · couvre-face · cunette · damsluis · Dienst der Fortificatiën · demi-lune · dwingel · enveloppe · erkertoren · escarpe · face · faussebraye · flank · flèche · fort · fossé · glacis · gracht · halve maan · hamei · hoornwerk · inundatie ·  inundatiekanaal · inundatiesluis · Italiaans vestingstelsel · kat · kazemat · keel · kroonwerk · kruithuis · landpoort · linie · lunet · mezekouw · Nieuw Nederlands Vestingstelsel · onderwal · ontmanteling · opril · Oud-Nederlands vestingstelsel · palissade · papenmuts · plongee · polygonaal stelsel · poortgebouw · poterne · pulvertoren · ravelijn · redan · redoute · reduit · retranchement · rondeel · saillant · sas · schans · schietgat · schilderhuis · schootsveld · singel · sortie · stadsmuur · stadspoort · tamboer · terreplein · tenaille · tobruk · torenfort · traverse · valhek · verdedigingswerk · vesting · vestingstad · voorwerk · wal · walstraat · waltoren · wapenplaats · waterlinie · waterpoort · weermuur · wolfskuil · zwaluwstaart